# Saison 2023 de l'équipe cycliste masculine Lidl-Trek
La saison 2023 de l'équipe cycliste Lidl-Trek est la treizième de cette équipe.

## Coureurs et encadrement technique

### Effectif
| Coureur                  | Date de Nais.     | Nationalité        | Équipe en 2022                  | Vict. | Cont.             | Maillot dist.              |
| ------------------------ | ----------------- | ------------------ | ------------------------------- | ----- | ----------------- | -------------------------- |
| Jon Aberasturi           | 28 mars 1989      | Espagne            | Trek-Segafredo                  | 0     | 01/2022 - 12/2023 |                            |
| Filippo Baroncini        | 26 août 2000      | Italie             | Trek-Segafredo                  | 0     | 01/2022 - 12/2023 |                            |
| Julien Bernard           | 17 mars 1992      | France             | Trek-Segafredo                  | 0     | 01/2016 - 12/2025 |                            |
| Marc Brustenga           | 4 septembre 1999  | Espagne            | Trek-Segafredo                  | 0     | 01/2022 - 12/2023 |                            |
| Dario Cataldo            | 17 mars 1985      | Italie             | Trek-Segafredo                  | 0     | 01/2022 - 12/2024 |                            |
| Giulio Ciccone           | 20 décembre 1994  | Italie             | Trek-Segafredo                  | 3     | 01/2019 - 12/2027 |                            |
| Kenny Elissonde          | 22 juillet 1991   | France             | Trek-Segafredo                  | 0     | 01/2020 - 12/2023 |                            |
| Tony Gallopin            | 24 mai 1988       | France             | Trek-Segafredo                  | 0     | 01/2022 - 12/2023 |                            |
| Amanuel Ghebreigzabhier  | 17 août 1994      | Érythrée           | Trek-Segafredo                  | 1     | 01/2021 - 12/2023 | - Contre-la-montre         |
| Asbjørn Hellemose        | 15 janvier 1999   | Danemark           | Trek-Segafredo                  | 0     | 01/2022 - 12/2023 |                            |
| Markus Hoelgaard         | 4 octobre 1994    | Norvège            | Trek-Segafredo                  | 0     | 01/2022 - 12/2023 |                            |
| Daan Hoole               | 22 février 1999   | Pays-Bas           | Trek-Segafredo                  | 0     | 01/2022 - 12/2025 |                            |
| Alex Kirsch              | 12 juin 1992      | Luxembourg         | Trek-Segafredo                  | 1     | 01/2019 - 12/2025 | - Route - Contre-la-montre |
| Emīls Liepiņš            | 29 octobre 1992   | Lettonie           | Trek-Segafredo                  | 1     | 01/2020 - 12/2023 | - Route                    |
| Juan Pedro López         | 31 juillet 1997   | Espagne            | Trek-Segafredo                  | 0     | 01/2020 - 12/2025 |                            |
| Bauke Mollema            | 26 novembre 1986  | Pays-Bas           | Trek-Segafredo                  | 0     | 01/2015 - 12/2026 |                            |
| Jacopo Mosca             | 29 août 1993      | Italie             | Trek-Segafredo                  | 0     | 08/2019 - 12/2025 |                            |
| Thibau Nys               | 12 novembre 2002  | Belgique           | Baloise Trek Lions              | 2     | 01/2023 - 12/2024 |                            |
| Mads Pedersen            | 18 décembre 1995  | Danemark           | Trek-Segafredo                  | 7     | 01/2017 - 12/2025 |                            |
| Quinn Simmons            | 8 mai 2001        | États-Unis         | Trek-Segafredo                  | 2     | 01/2020 - 12/2026 | - Route                    |
| Mattias Skjelmose Jensen | 26 septembre 2000 | Danemark           | Trek-Segafredo                  | 7     | 01/2021 - 12/2024 | - Route                    |
| Toms Skujiņš             | 15 juin 1991      | Lettonie           | Trek-Segafredo                  | 0     | 01/2018 - 12/2024 | - Contre-la-montre         |
| Jasper Stuyven           | 17 avril 1992     | Belgique           | Trek-Segafredo                  | 0     | 01/2014 - 12/2025 |                            |
| Natnael Tesfatsion       | 23 mai 1999       | Érythrée           | Drone Hopper-Androni Giocattoli | 0     | 01/2023 - 12/2024 |                            |
| Edward Theuns            | 30 avril 1991     | Belgique           | Trek-Segafredo                  | 0     | 01/2019 - 12/2025 |                            |
| Antonio Tiberi           | 24 juin 2001      | Italie             | Trek-Segafredo                  | 0     | 01/2021 - 04/2023 |                            |
| Antwan Tolhoek           | 29 avril 1994     | Pays-Bas           | Trek-Segafredo                  | 0     | 01/2022 - 12/2023 |                            |
| Mathias Vacek            | 12 juin 2002      | République tchèque | Gazprom-RusVelo                 | 1     | 01/2023 - 12/2025 | - Route                    |
| Otto Vergaerde           | 15 juillet 1994   | Belgique           | Trek-Segafredo                  | 0     | 01/2022 - 12/2025 |                            |
| Coureurs stagiaires.     |                   |                    |                                 |       |                   |                            |
| Nils Aebersold           | 15 février 2003   | Suisse             | RC Steffisburg                  | 0     | 08/2023 - 12/2023 |                            |
| Martin Pedersen          | 28 janvier 1998   | Danemark           | Restaurant Suri-Carl Ras        | 0     | 08/2023 - 12/2023 |                            |
| Tim Torn Teutenberg      | 19 juin 2002      | Allemagne          | Leopard Togt Pro Cycling        | 0     | 08/2023 - 12/2023 |                            |

## Champions nationaux, continentaux et mondiaux
| Date         | Course                                           | Maillot | Coureurs                 | Pays               | Lieu      |
| ------------ | ------------------------------------------------ | ------- | ------------------------ | ------------------ | --------- |
| 21 juin 2023 | Championnat de Lettonie du contre-la-montre      |         | Toms Skujiņš             | Lettonie           | Riga      |
| 21 juin 2023 | Championnat du Luxembourg du contre-la-montre    |         | Alex Kirsch              | Luxembourg         | Berbourg  |
| 23 juin 2023 | Championnat d'Érythrée du contre-la-montre       |         | Amanuel Ghebreigzabhier  | Érythrée           |           |
| 25 juin 2023 | Championnat de Lettonie de cyclisme sur route    |         | Emīls Liepiņš            | Lituanie           | Alytus    |
| 25 juin 2023 | Championnat du Luxembourg de cyclisme sur route  |         | Alex Kirsch              | Luxembourg         |           |
| 25 juin 2023 | Championnat de Tchéquie de cyclisme sur route    |         | Mathias Vacek            | République tchèque | Tlmače    |
| 25 juin 2023 | Championnat du Danemark de cyclisme sur route    |         | Mattias Skjelmose Jensen | Danemark           | Aalborg   |
| 25 juin 2023 | Championnat des États-Unis de cyclisme sur route |         | Quinn Simmons            | États-Unis         | Knoxville |

## Classement UCI par équipes
Le classement UCI par équipes se calcule en comptabilisant les points des 20 meilleurs coureurs de l'équipe. Ce classement est calculé avec les points acquis lors de l'année civile. Au terme d'une période de trois ans (2023-2025), les dix-huit meilleures équipes recevront une licence World Tour pour la prochaine période (2026-2028).
| Classement UCI (par équipes) au 17 octobre 2023. | Classement UCI (par équipes) au 17 octobre 2023. | Classement UCI (par équipes) au 17 octobre 2023. | Classement UCI (par équipes) au 17 octobre 2023. | Classement UCI (par équipes) au 17 octobre 2023. |
| #                                                | Pays                                             | Pts. 2023                                        | Diff.                                            |                                                  |
| ------------------------------------------------ | ------------------------------------------------ | ------------------------------------------------ | ------------------------------------------------ | ------------------------------------------------ |
| 1                                                | UAE Team Emirates                                | 30963,18                                         | -                                                |                                                  |
| 2                                                | Jumbo-Visma                                      | 29654,45                                         | 1303,73                                          |                                                  |
| 3                                                | Soudal Quick-Step                                | 18702,85                                         | 10951,60                                         |                                                  |
| 4                                                | Ineos Grenadiers                                 | 17760,93                                         | 941,92                                           |                                                  |
| 5                                                | Lidl-Trek                                        | 16054,45                                         | 1706,48                                          |                                                  |
| 6                                                | Bahrain Victorious                               | 15787,81                                         | 266,64                                           |                                                  |
| 7                                                | Groupama-FDJ                                     | 14834,51                                         | 953,30                                           |                                                  |
| 8                                                | Alpecin-Deceuninck                               | 14519,25                                         | 315,26                                           |                                                  |
| 9                                                | Lotto Dstny                                      | 14112,83                                         | 406,42                                           |                                                  |
| 10                                               | Bora-Hansgrohe                                   | 13325,13                                         | 787,45                                           |                                                  |
| 11                                               | EF Education-EasyPost                            | 11818,69                                         | 1506,44                                          |                                                  |
| 12                                               | Movistar                                         | 10989,53                                         | 829,16                                           |                                                  |
| 13                                               | Team Jayco AlUla                                 | 10737,65                                         | 251,88                                           |                                                  |
| 14                                               | Intermarché-Circus-Wanty                         | 10492,28                                         | 245,37                                           |                                                  |
| 15                                               | Cofidis                                          | 10437,41                                         | 54,87                                            |                                                  |
| 16                                               | Israel-Premier Tech                              | 10022,00                                         | 415,41                                           |                                                  |
| 17                                               | DSM-Firmenich                                    | 9102,20                                          | 919,80                                           |                                                  |
| 18                                               | AG2R Citroën                                     | 9096,00                                          | 6,20                                             |                                                  |
| 19                                               | Team Arkéa-Samsic                                | 7229,00                                          | 1867,00                                          |                                                  |
| 20                                               | Astana Qazaqstan                                 | 7044,44                                          | 184,56                                           |                                                  |
| 21                                               | Uno-X Pro                                        | 6569,00                                          | 478,44                                           |                                                  |
| 22                                               | TotalEnergies                                    | 5765,00                                          | 804,00                                           |                                                  |

| Liste des vingt coureurs marquant des points pour le classement UCI par équipes 2023. | Liste des vingt coureurs marquant des points pour le classement UCI par équipes 2023. | Liste des vingt coureurs marquant des points pour le classement UCI par équipes 2023. |
| #                                                                                     | Coureur                                                                               | Points                                                                                |
| ------------------------------------------------------------------------------------- | ------------------------------------------------------------------------------------- | ------------------------------------------------------------------------------------- |
| 1                                                                                     | Mads Pedersen                                                                         | 4606,14                                                                               |
| 2                                                                                     | Mattias Skjelmose Jensen                                                              | 2908,14                                                                               |
| 3                                                                                     | Giulio Ciccone                                                                        | 1597,00                                                                               |
| 4                                                                                     | Toms Skujiņš                                                                          | 1275,00                                                                               |
| 5                                                                                     | Jasper Stuyven                                                                        | 1136,00                                                                               |
| 6                                                                                     | Edward Theuns                                                                         | 818,00                                                                                |
| 7                                                                                     | Thibau Nys                                                                            | 385,00                                                                                |
| 8                                                                                     | Alex Kirsch                                                                           | 379,14                                                                                |
| 9                                                                                     | Bauke Mollema                                                                         | 333,00                                                                                |
| 10                                                                                    | Natnael Tesfatsion                                                                    | 333,00                                                                                |
| 11                                                                                    | Amanuel Ghebreigzabhier                                                               | 307,14                                                                                |
| 12                                                                                    | Quinn Simmons                                                                         | 288,00                                                                                |
| 13                                                                                    | Antonio Tiberi                                                                        | 278,14                                                                                |
| 14                                                                                    | Mathias Vacek                                                                         | 276,00                                                                                |
| 15                                                                                    | Tony Gallopin                                                                         | 251,00                                                                                |
| 16                                                                                    | Emīls Liepiņš                                                                         | 242,14                                                                                |
| 17                                                                                    | Julien Bernard                                                                        | 205,14                                                                                |
| 18                                                                                    | Filippo Baroncini                                                                     | 157,00                                                                                |
| 19                                                                                    | Daan Hoole                                                                            | 150,47                                                                                |
| 20                                                                                    | Kenny Elissonde                                                                       | 129,00                                                                                |
| TOTAL                                                                                 | TOTAL                                                                                 | 16054,45                                                                              |

## Classement UCI individuel en fin de saison
| 6   | Mads Pedersen            | 4606,14 |
| 13  | Mattias Skjelmose Jensen | 2908,14 |
| 41  | Giulio Ciccone           | 1597,00 |
| 59  | Toms Skujiņš             | 1275,00 |
| 71  | Jasper Stuyven           | 1136,00 |
| 109 | Edward Theuns            | 818,00  |
| 241 | Thibau Nys               | 385,00  |
| 246 | Alex Kirsch              | 379,14  |
| 281 | Bauke Mollema            | 333,00  |
| 281 | Natnael Tesfatsion       | 333,00  |

| 304 | Amanuel Ghebreigzabhier | 307,14 |
| 317 | Quinn Simmons           | 307,14 |
| 324 | Mathias Vacek           | 276,00 |
| 348 | Tony Gallopin           | 251,00 |
| 358 | Emīls Liepiņš           | 242,14 |
| 419 | Julien Bernard          | 205,14 |
| 510 | Filippo Baroncini       | 157,00 |
| 525 | Daan Hoole              | 150,47 |
| 595 | Kenny Elissonde         | 129,00 |
| 602 | Juan Pedro López        | 127,00 |

| 716  | Jon Aberasturi    | 99,14 |
| 773  | Asbjørn Hellemose | 90,14 |
| 887  | Jacopo Mosca      | 74,14 |
| 2041 | Antwan Tolhoek    | 13,14 |
| 2304 | Markus Hoelgaard  | 8,00  |
| 2383 | Otto Vergaerde    | 6,14  |
| 2454 | Marc Brustenga    | 5,14  |
| -    | Dario Cataldo     | 0,00  |